# Kernu (gemeente)
Kernu (Estisch: Kernu vald) was een gemeente in de Estlandse provincie Harjumaa. De gemeente telde 2.034 inwoners op 1 januari 2017 en had een oppervlakte van 174,8 km². In 2011 had de gemeente nog 2404 inwoners.
De hoofdplaats van de landgemeente was Haiba (362 inwoners in 2011). Dat was in 2009 ook de grootste plaats in de gemeente, maar twee jaar later was ze gepasseerd door Kaasiku (487) en Laitse (412).
In oktober 2017 werd de gemeente Kernu bij de gemeente Saue vald gevoegd.

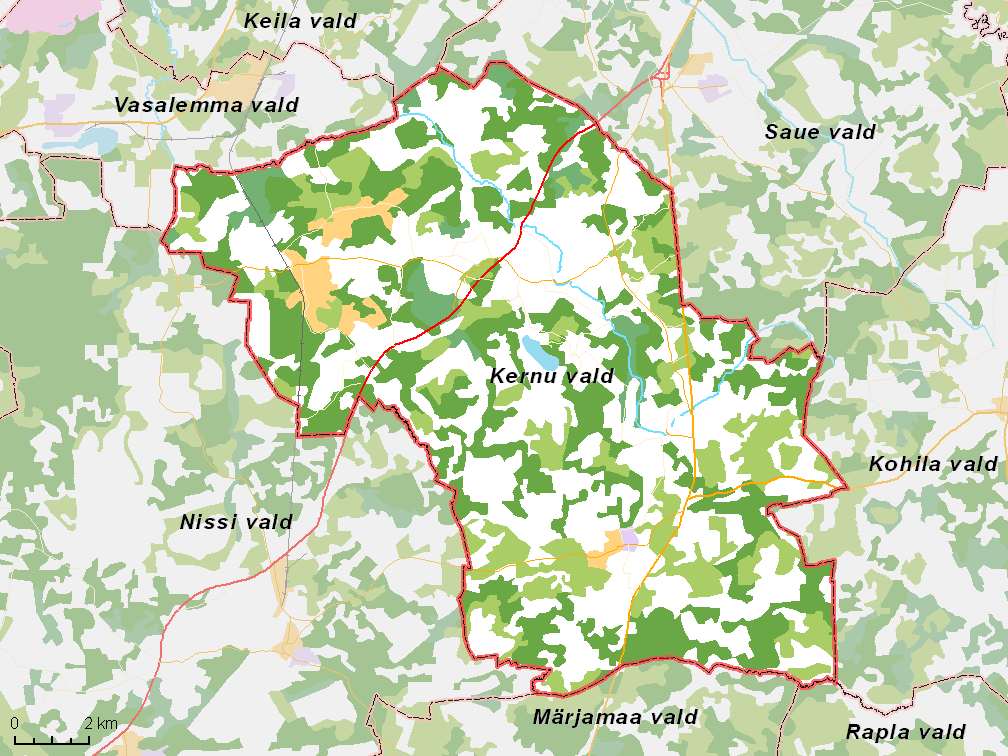
De gemeente met omliggende gemeenten, situatie begin 2017